# Aulnay (Charente-Maritime)
Aulnay település Franciaországban, Charente-Maritime megyében. Lakosainak száma 1359 fő (2022. január 1.). Aulnay Cherbonnières, Contré, Dampierre-sur-Boutonne, Paillé, Saint-Mandé-sur-Brédoire, La Villedieu, Villemorin és Rives-de-Boutonne községekkel határos.

## Népesség
A település népességének változása:
| Lakosok száma | 1382 | 1503 | 1462 | 1467 | 1415 | 1419 | 1369 | 1333 | 1324 | 1359 |
|               | 1968 | 1982 | 1990 | 2006 | 2013 | 2015 | 2017 | 2019 | 2020 | 2022 |